# Comunidades de la zona intermareal
Las comunidades de la zona intermareal comprenden a una amplia variedad de animales y vegetales que se han desarrollado en la zona comprendida entre la línea de bajamar y la línea de pleamar, de forma que periodicaamente quedan expuestas al aire y al agua, aunque también se consideran en esta definición aquellas especies y comunidades que habitan en pozones o piletas naturales que permanecen inundadas durante la bajamar. Los hábitats de la zona intermareal se caracterizan por tener substratos de suelo duros o blandos. Las comunidades intermareales de rocas se desarrollan en costas rocosas tales como en promotorios, playas de grandes pedruzcos, o rompeolas creados por el hombre. Su grado de exposición se puede calcular por medio de la escala Ballantine. Los hábitats caracterizados por suelos de sedimentos blandos tales como playas de arena, y humedales intermareales (por ejemplo, planicies de barro, y pantanos salobres). Estos hábitats se diferencian en sus niveles de factores ambientales abióticos, o no vivos. Las costas rocosas tienden a tener una mayor acción de las olas, lo que requiere de adaptaciones para permitir que sus habitantes se fijen con fuerza a las rocas. Los hábitats con suelos blandos por lo general están protegidos de las olas grandes pero tienden a tener mayores variaciones en sus niveles de salinidad. Los mismos además poseen una tercera variable, profundidad, en cuanto a su habitabilidad, por lo que muchos habitantes de sedimentos blandos están adaptados para enterrarse en el suelo.
Las comunidades de la zona intermareal son de las comunidades marinas más ricas y mejor estudiadas. Si bien la zona es angosta su influencia se ve potenciada por la gran cantidad y variedad de organismos que viven en ella. Se estima que la biomasa total en 1 m² en la línea de bajamar es por lo menos 10 veces más alta que la de un área equivalente a una profundidad de 200 m bajo el mar, y más de 1000 veces superior a la biomasa que se encuentra en los abismos marinos.
Los organismos que habitan las comunidades de la zona intermareal, deben afrontar una serie de desafíos, tales como: disecado (pérdida de agua), cambios de temperatura (a veces extremos), cambios de salinidad (a veces extremos), interrupción de su alimentación, acción de las olas y las mareas, disponibilidad de oxígeno y aumento de CO2, limitaciones de espacio.